# Collinas
Collinas est une commune italienne de moins de 1 000 habitants située dans la province du Sud-Sardaigne dans la région Sardaigne en Italie.

## Administration
| Période                                  | Période  | Identité               | Étiquette    | Qualité  |
| ---------------------------------------- | -------- | ---------------------- | ------------ | -------- |
| 2008                                     | En cours | Francesco Paolo Cannas | Lista Civica | retraité |
| Les données manquantes sont à compléter. |          |                        |              |          |

### Communes limitrophes
Gonnostramatza, Lunamatrona, Mogoro, Sardara, Siddi, Villanovaforru

### Évolution démographique
Habitants recensés